# Bryan Buckley
Bryan Buckley est un réalisateur et scénariste américain, né le 3 septembre 1963 à Sudbury, dans le Massachusetts.
Il a notamment réalisé la campagne Windows 7 actuellement[Quand ?] diffusée en Europe et aux États-Unis.

## Filmographie
- New Jersey Turnpikes (1999) : réalisation
- The Wake-Up Caller (court-métrage, 2004) : réalisation, scénario
- Krug (court-métrage, 2004) : réalisation, scénario
- Hotel Hell Vacation (en) (court-métrage publicitaire, 2010) : réalisation
- No Autographs (court-métrage documentaire, 2010)
- Asad (en) (court-métrage, 2012) : réalisation scénario, production
- Cœur de bronze (The Bronze) (2015) : réalisation
- The Pirates of Somalia (2017) : réalisation, scénario